# کوراچا
کوراچا (به پرتغالی: Curaçá) یک منطقهٔ مسکونی در برزیل است که در باهیا واقع شده‌است. کوراچا ۶٬۴۴۲٫۱۹۰ کیلومتر مربع مساحت و ۳۴٬۸۸۶ نفر جمعیت دارد.